# Gábor Nagy (futbolista nacido en 1985)
Gábor Nagy (Szombathely, 16 de octubre de 1985) es un ex-futbolista húngaro que jugaba en la demarcación de centrocampista.

## Selección nacional
Hizo su debut con la selección de fútbol de Hungría en un partido amistoso contra Kazajistán que finalizó con un resultado de 3-0 tras los goles de Tamás Priskin, Roland Varga y un autogol de Konstantin Engel.

## Clubes
| Club                     | País    | Año       | Partidos | Goles |
| ------------------------ | ------- | --------- | -------- | ----- |
| Szombathelyi Haladás     | Hungría | 2004-2008 | 104      | 20    |
| MTK Budapest FC (cedido) | Hungría | 2008-2009 | 29       | 2     |
| Szombathelyi Haladás     | Hungría | 2009-2014 | 163      | 15    |
| Újpest FC                | Hungría | 2014-2017 | 54       | 1     |
| Újpest FC II             | Hungría | 2017      | 13       | 0     |
| Zalaegerszegi TE         | Hungría | 2017-2018 | 21       | 0     |